# Заврх при Галицији
Заврх при Галицији (словен. Zavrh pri Galiciji) је насељено место у општини Жалец, Савињска регија, Словенија.

## Историја
До територијалне реорганизације у Словенији био је у саставу старе општине Жалец.

## Становништво
У попису становништва из 2011. године, Заврх при Галицији је имао 135 становника.
| Број становника према пописима | Број становника према пописима | Број становника према пописима |
| ------------------------------ | ------------------------------ | ------------------------------ |
| 1991                           | 2002                           | 2011                           |
| 131                            | 141                            | 135                            |

Напомена: До 1953. исказивано под именом Заврх.